# Eduard Sanders
Eduard Sanders (Groningen, 27 juli 1886 - Auschwitz, 24 augustus 1942) was een Nederlandse fotograaf en uitgever van prentbriefkaarten.

## Biografie

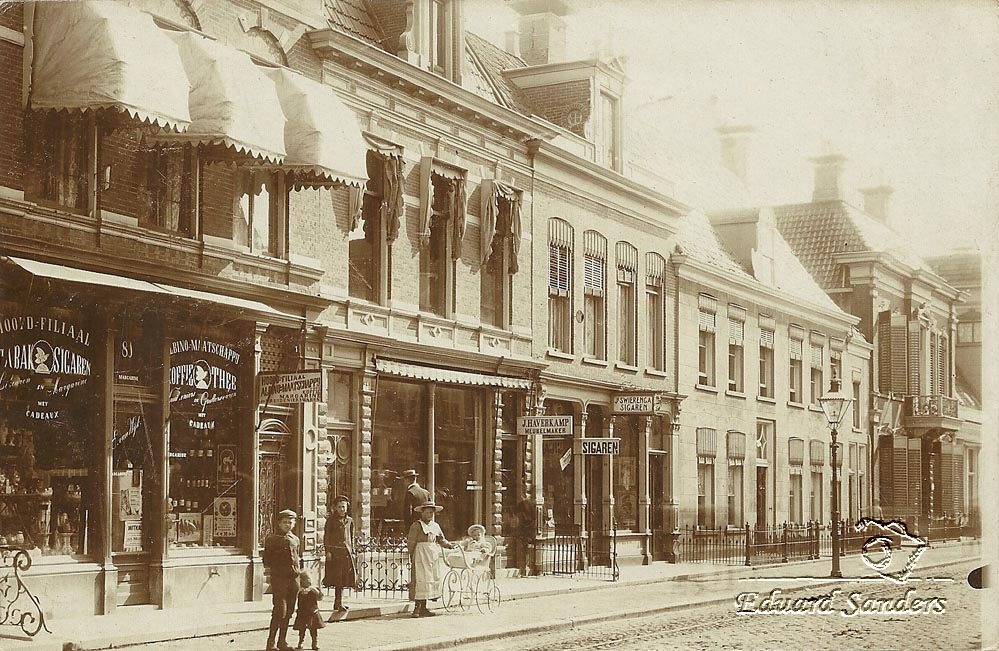
Panden aan de Nieuwe Ebbingestraat 71-81 in Groningen

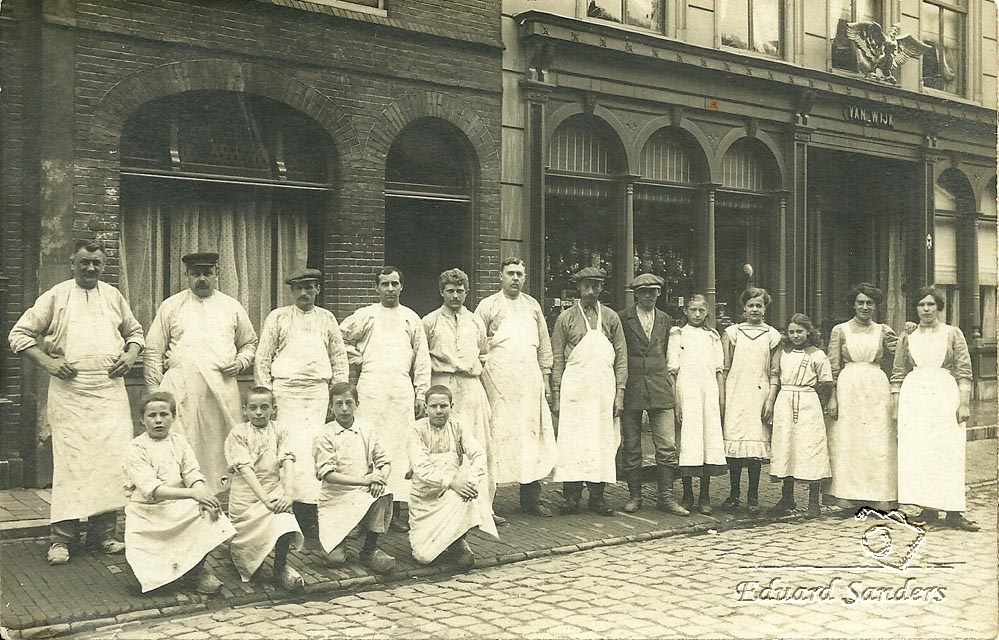
Banketbakkerij Van Nol Van Wijk aan de Kerkstraat 25 in Leerdam

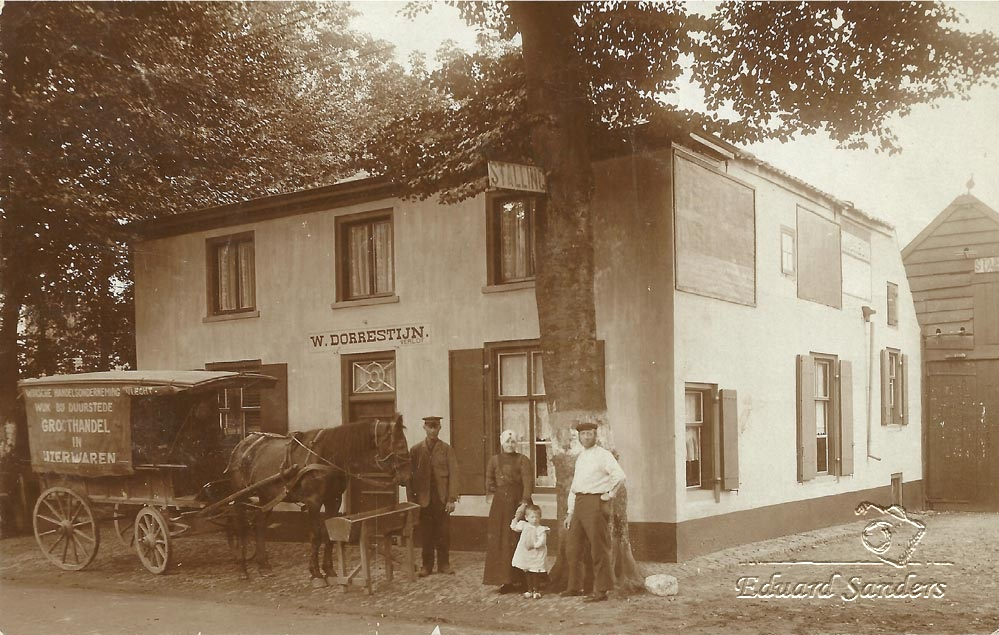
Café-uitspanning-stalling De Kip van W. (Willem) Dorrestijn aan de Hoofdstraat in Driebergen

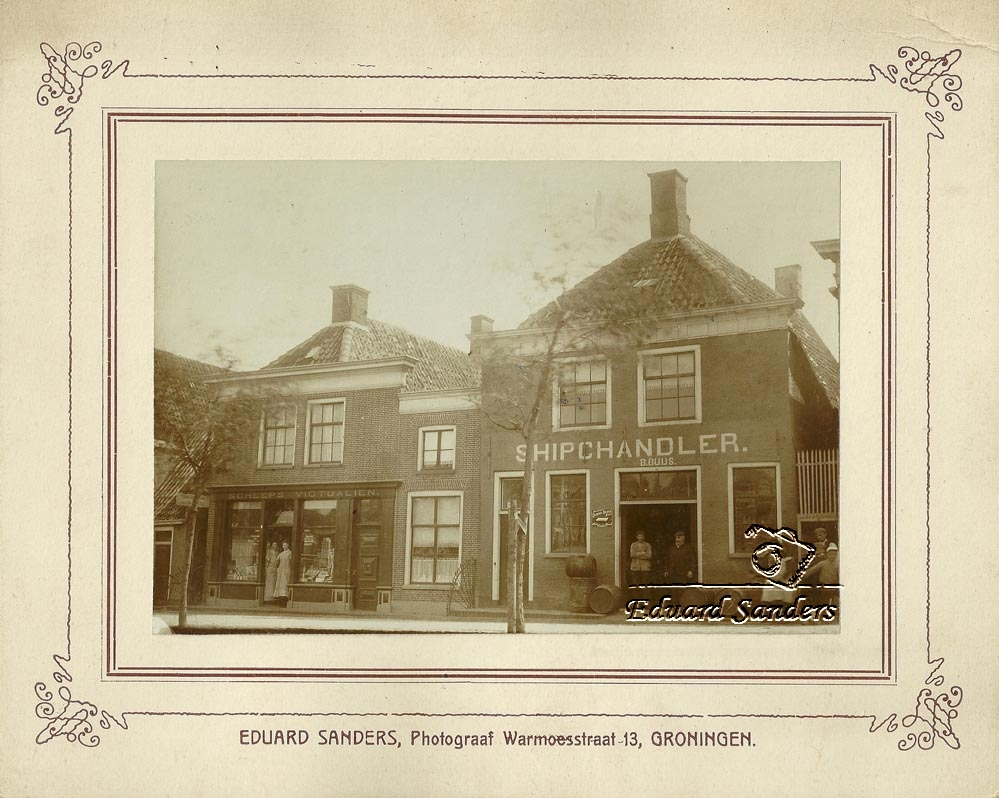
Twee winkels van B. Buijs in scheepsonderdelen en proviand aan de Noorderhaven 6 in Harlingen

Eduard Sanders was telg van een Joodse fotografenfamilie uit Groningen. Sanders werd geboren op 27 juli 1886 als oudste zoon van Levi Comprecht Sanders (1852-1929) en Mietje Weinberg (1855-1901). Hij had een oudere zus Eva (1884-1942), een jongere zuster Sophia (1888-1889) en een jongere broer Comprecht (1890-1943). Sanders volgde gedurende het schooljaar 1902-1903 de fotografie-opleiding aan de kunstnijverheidsacademie Minerva in Groningen. Bij de inschrijving voor deze opleiding liet hij al het beroep 'Photograaf' noteren. Hij was vóór en tijdens de eerste jaren van zijn huwelijk werkzaam als rondreizend straatfotograaf.
Op zondag 16 juni 1912 trouwde Eduard Sanders in Groningen met Leentje Bollegraf (1887-1937). Zij was een dochter van Markus Bollegraf (1851-1931), fotograaf in Winschoten, en Alida Wijnberg (1847-1937). Kort na het huwelijk verhuisde Sanders naar Utrecht, waar hij zich op 18 juli 1912 liet inschrijven op het adres Vosmaerstraat 22. Leentje kwam per 22 juli 1912 over naar Utrecht. Op 10 september 1913 kregen zij een eerste dochter, Mietje (Miep). Op 16 augustus 1916 werd een tweede dochtertje levenloos geboren. Dochter Alida (Lida) Sanders kwam op 11 oktober 1919 ter wereld. Sanders jongere broer Comprecht, ook fotograaf, woonde vanaf 4 januari 1913 bij hen in, tot zijn verhuizing naar Amsterdam in juli 1918. Op 16 september 1925 werd een derde dochter, Evaline, geboren.
Op 8 oktober 1937 overleed zijn echtgenote Leentje. Waarschijnlijk in december 1940 hertrouwde Sanders met Evalina Grietje Kats (1895-1942) uit Deventer. Op 20 augustus 1942 transporteerde de Duitse bezetter het gezin, bestaande uit Eduard Sanders, Evalina Sanders-Kats en de dochters Alida en Evaline, via het Utrechtse Maliebaanstation naar het doorgangskamp Westerbork, waarna op 24 augustus 1942 deportatie naar concentratiekamp Auschwitz volgde. Waarschijnlijk werden zij hier direct na aankomst vermoord. Van Sanders’ naaste familie overleefden slechts een neef, twee achternichten en twee achterneven de Holocaust.

## Werk
Sanders' werk als fotograaf bestaat hoofdzakelijk uit prentbriefkaarten en kabinetfoto's van stads- en dorpsgezichten, met daarop poserende middenstanders, burgers en landbouwers alsmede hun winkels, woningen, bedrijfspanden en boerderijen. Meestal poseerde de bewoner of eigenaar samen met zijn gezin of personeel. Vaak lijken zij overvallen in hun werkzaamheden en dragen ze hun werkkleding. Omdat de afnemer vooraf bekend was, werden van de fotokaarten meestal maar enkele exemplaren afgedrukt. Door de geringe oplages zijn de fotokaarten en kabinetfoto’s van Sanders, herkenbaar aan de opdruk van het adres Warmoesstraat 13 Groningen, populair geworden bij fotoliefhebbers en -verzamelaars. Van verschillende foto's zijn zowel grotere uitvoeringen geplakt op karton (kabinetfoto's) als kleinere op briefkaartformaat (9x14 cm) bekend. Hoewel ze niet altijd uitblinken door de kwaliteit van de compositie of de afbeelding, geven ze een fraai tijdsbeeld van Nederland tussen circa 1905 en 1918.
Tussen 1905 en 1912 maakt Sanders vooral foto's in de binnensteden van Groningen en Leeuwarden alsook diverse kleinere steden en dorpen in Noord- en Oost-Nederland. Vermoedelijk reisde hij per trein; de meeste van de door hem vastgelegde plaatsen hadden een spoorwegstation. Aanvankelijk beschikte Sanders over een atelier aan de Warmoesstraat 13 in Groningen. Dit adres staat afgedrukt op de meeste foto's en prentbriefkaarten van zijn hand. Na zijn huwelijk en verhuizing in juli 1912 naar Utrecht bestreek Sanders vanuit deze stad voornamelijk de gelijknamige provincie. Hij fotografeerde veel in de Utrechtse wijken Oudwijk en Wilhelminapark. Verder trok hij door Het Gooi, delen van Gelderland (Veluwe, Betuwe en Vijfheerenlanden) en delen van Zuid-Holland (onder meer de Rijnstreek en de Krimpenerwaard). Ook uit Noord-Brabant zijn enkele foto's bekend. Daarnaast handelde hij gedurende deze tijd in fotomaterialen zoals Verax-platen (onbelichte glasplaten), fotopapier en fotocamera’s, eerst vanuit zijn huis aan de Vosmaerstraat, later vanaf 1921 vanuit zijn winkel aan de Damstraat 18 in Utrecht.
Vanaf 1916 legde Sanders zich meer en meer toe op de handel in en het uitgeven van prentbriefkaarten, aanvankelijk onder zijn eigen naam, vervolgens een tijd onder de naam ESU, en sinds 1922 als (mede)directeur van de N.V. Uitgevers-Mij. 'Rembrandt', opgericht samen met zijn zwager Jac(ob) Bollegraf. De foto’s voor deze ansichten van meest stads- en dorpsgezichten werden door verschillende fotografen gemaakt. In 1925 vestigde deze uitgeverij zich aan de Westerstraat 15 in Utrecht, waar het gezin Sanders in 1929 ook zijn intrek nam. Op 31 januari 1931 overleed Bollegraf bij een spoorwegongeluk in Groningen. Sanders zette daarop de uitgeverij alleen voort. Door de deportatie in 1942 werden de werkzaamheden van de uitgeverij beëindigd. Louis de Wilde, schoonzoon van Sanders’ overleden compagnon, hervatte na 1945 de activiteiten van Rembrandt NV in Amsterdam (tot 1968).